# جامع الديوانية الكبير
جامع الديوانية الكبير، هو من مساجد العراق التاريخية الأثرية ويقع في محافظة القادسية في محلة الجديدة بمركز المدينة، ولقد تم بناؤهُ على أرض المتبرع الشيخ البو علي الجاسم في عام 1276هـ/1859م، وبني الجامع من قبل الدولة العثمانية، وأعيد بناؤه وترميمه مرتين في عهد المملكة العراقية في عام 1363هـ/ 1943م وعام 1371هـ/1951م، وتمت عملية الصيانة والترميم مع مراعاة الطابع القديم التراثي للمنارة القديمة، وتبلغ مساحته حوالي 1000م2، ويحتوي الجامع على مصلى حرم واسع يتسع لأكثر من ألف مصل، وتعلو الجامع قبة كبيرة مستندة على أقواس تحملها أعمدة وفي الجامع منارة مئذنة ذات حوض واحد ولقد بنيت المنارة من الطابوق ويبلغ أرتفاعها حوالي 20م، وفي الحرم منبر مصنوع من الخشب الصاج، وتقام في الجامع حالياً صلاة الجمعة وصلاة العيدين والصلوات الخمس المكتوبة.